# 1834 у науці

## Події
- У березні Вільям Вевелл (анонімно)  уперше вжив термін науковець (scientist)[1].

## Астрономія
- 14 березня Джон Гершель відкрив зоряний кластер, нині відомий як NGC 3603.[2]
- Герман Гельмгольц запропонував, що джерелом енергії Сонця є гравітаційне стиснення.
- Йоганн Генріх фон Медлер та Вільгельм Бер опублікували Mappa Selenographica — повну карту місячної поверхні.
- Томас Джеймс Гендерсон отримав призначення першого королівського астронома Шотландії.

## Біологія
- Джеймс Педжет відкрив у людських м'язах черв'яка паразита, що викликає  трихінельоз.
- Фелікс Дюжарден  запропонував виділити одноклітинні організми в окрему групу.

## Хімія
- Фрідліб Рунге відкрив фенол, екстрагувавши його з вугільного дьогтю.

## Геологія
- Фрідріх Альберт фон Альберті дав назву тріасовому періоду.

## Палеонтологія
- Залишки великого доісторичного кита базилозавра  виявлено  у скелистих відкладах еоцену. Його прийняли за рептилію.[3][4][5]

## Математика
- Чарлз Беббідж розпочав роботу над концепетуальним дизайном "аналітичної машини"[6][7][8].

## Механіка
- Карл Густав Якоб Якобі відкрив  еліпсоїд Якобі.
- Шотландський морський офіцер Джон Скотт Расселл уперше спостеріг солітон.[9]

## Фізика
- Еміль Клапейрон сформулював другий закон термодинаміки.
- Майкл Фарадей у публікації "On Electrical Decomposition" у  Philosophical Transactions of the Royal Society,запропнував терміни  електрод, анод, катод, аніон, катіон, електроліт та електроліз.[10]
- Жан-Шарль-Атанас Пельтьє відкрив ефект Пельтьє.

## Технологія
- Сайрус Маккормік отримав патент США на жниварку.[11]
- Англійський архітектор  Джозеф Генсом запатентував кеб.[8][12]
- Якоб Перкінс створив холодильну машину, що використовула лід —  пробраз холодильника.[13]

## Нагороди
- Медаль Коплі отримав Джованні Плана[14]

## Псилання на джерела
1. ↑  scientist, n. Oxford English Dictionary online version. Oxford University Press. March 2011. Процитовано 5 квітня 2011. Шаблон:OEDsub [недоступне посилання з 01.01.2016]
2. ↑  Sher, D. (1965). The Curious History of NGC 3603. Journal of the Royal Astronomical Society of Canada. 59: 76. Bibcode:1965JRASC..59...67S.
3. ↑  Gingerich, P. D. (2012). Evolution of Whales from Land to Sea (PDF). Proceedings of the American Philosophical Society. 156 (3): 309—323.
4. ↑  Notice of fossil bones found in the Tertiary formation of the State of Louisiana. Transactions of the American Philosophical Society. 1834.
5. ↑  †Basilosaurus Harlan 1834 (whale). PBDB.
6. ↑  Hyman, Anthony (1982). Charles Babbage: pioneer of the computer. Oxford University Press. ISBN 0-19-858170-X.
7. ↑  Babbage's Analytical Engine, 1834-1871 (Trial model). Science Museum (London). Архів оригіналу за 20 вересня 2010. Процитовано 1 жовтня 2010. [Архівовано 2010-09-20 у Wayback Machine.]
8. 1 2  Palmer, Alan; Palmer, Veronica (1992). The Chronology of British History. London: Century Ltd. с. 259—260. ISBN 0-7126-5616-2.
9. ↑  Russell, J. Scott (September 1844), Report on waves, Fourteenth meeting of the British Association for the Advancement of Science (PDF), York, с. 311—390, процитовано 28 серпня 2012
10. ↑  Faraday, Michael (1834). On Electrical Decomposition. Philosophical Transactions of the Royal Society. 124: 77—122. doi:10.1098/rstl.1834.0008. S2CID 116224057.
11. ↑  Iles, George (1912). Cyrus H. McCormick. Leading American Inventors (вид. 2nd). New York: Henry Holt and Company. с. 276—314. Процитовано 31 грудня 2011.
12. ↑  Penguin Pocket On This Day. Penguin Reference Library. 2006. ISBN 0-14-102715-0.
13. ↑  Inventions of the 1800s timeline. softschools.com. Архів оригіналу за 18 травня 2015.
14. ↑  Copley Medal | British scientific award. Encyclopedia Britannica (англ.). Процитовано 22 липня 2020.